# Stephen Williams
Stephen Williams (26 de abril de 1978) es un director y coproductor de televisión canadiense. Ha dirigido varios capítulos de diversas series.

## Filmografía
- Watchmen (2019) Serie 
  - Episodio 1.03 She Was Killed By Space Junk
  - Episodio 1.06 This Extraordinary Being
- Lost (2004) Serie
  - Episodio 1.11 All the Best Cowboys Have Daddy Issues
  - Episodio 1.20 Do No Harm
  - Episodio 2.02 Adrift
  - Episodio 2.05 ...And Found
  - Episodio 2.08 Collision
  - Episodio 2.11 The Hunting Party
  - Episodio 2.14 One of Them
  - Episodio 2.17 Lockdown
  - Episodio 2.22 Three Minutes
  - Episodio 3.03 Further Instructions
  - Episodio 3.04 Every Man for Himself
  - Episodio 3.07 Not in Portland
  - Episodio 3.11 Enter 77
  - Episodio 3.14 Exposé
  - Episodio 3.17 Trampa-22
  - Episodio 3.21 Greatest Hits
  - Episodio 4.02 Confirmed Dead
  - Episodio 4.04 Eggtown
  - Episodio 4.08 Meet Kevin Johnson
  - Episodio 4.10 Something Nice Back Home
  - Episodio 4.12 There's No Place Like Home: Part 1
- Kevin Hill (2004) Serie
- Las Vegas  (2003) Serie
  - Episodio 2.05 Good Run of Bad Luck
- Playmakers (2003) Serie
- 1-800-Missing (2003) Serie
- Odyssey 5 (2002) Serie
- Verdict in Blood (2002) (TV)
- A Killing Spring (2002) (TV)
- Crossing Jordan (2001) Serie 
  - Episodio 2.12 Perfect Storm
  - Episodio 2.21 Pandora's Trunk, Part 1
  - Episodio 3.05 Dead or Alive
  - Episodio 3.07 Missing Pieces
  - Episodio 3.12 Dead in the Water
- Blue Murder (2001) Serie
- Dark Angel (2000) Serie
- Soul Food: The Series (2000) Serie
- Harry's Case (2000) (TV)
- Milgaard (1999) (TV)
- Earth: Final Conflict (1997) Serie 
  - Episodio 1.17 Devil You Know, The
- Shadow Zone: My Teacher Ate My Homework (1997)
- PSI Factor: Chronicles of the Paranormal (1996) Serie
- Shadow Zone: The Undead Express (1996) (TV)
- Soul Survivor (1995)
- Exploring Ontario's Provincial Parks (1993) (mini) Serie
- A Variation on the Key 2 Life (1993)
- 21 Jump Street (1987) Serie